# 달려라 울엄마
《달려라 울엄마》는 2003년 6월 9일부터 2004년 5월 14일까지 방송되었던 한국방송공사 시트콤이며 방영 전 "주책스런 (이미지의) 서승현과 고상한 김영애 요염한 이보희가 아무리 연기력이 있다한들 제대로 웃길 수 있을까?"라는 의견이 있었지만 방송이 시작되자마자 "너무 재미있다"는 등의 의견이 나왔다.
한편, 비현실적인 부분들이 많았음에도 그런 우스꽝스러운 모습 속에서 평범한 사람들의 '현실적인 고민'을 묻어나오게 한다는 호평이 있었다.
하지만, 2003년 8월 7일 방영된 '순애보' 편에서 주위사람들에게 다단계하는 사람을 멀리했다는 것을 자랑으로 삼고 있으며 오랜만에 연락한 선배를 미리 설정해 놓은 다단계의 정의에 꿰맞춰 매도해 네트워크 관련 협회와 종사자들로부터 항의를 받아왔다.
게다가, 2003년 8월 11일 'TV 없인 못살아' 편에서 해당 프로그램 종영 후 시작된 같은 채널 월화 미니시리즈 《여름향기》를 노골적으로 홍보한 데다 등장인물들이 모두 TV 앞에 모여 《여름향기》를 보기에 앞서 "KBS KBS KBS 한국방송"하고 노래부르는 것도 애교로 봐주기에는 좀 지나쳤으며 엄마들끼리 모인 자리에서 《여름향기》를 화제로 삼은 뒤 1TV 일일드라마 《노란 손수건》과 해당 프로그램 종영 뒤 시작된 같은 채널 수목사극 《장희빈》의 내용을 언급하는 등 KBS 방송국과 드라마 홍보 일색이란 비난을 받아왔고 출연진 중의 한 명이었던 김영애가 해당 프로그램 종영 후 한동안 브라운관에서 사라지기도 했다.
아울러, iTV가 월~목 9시 30분 편성된 《해바라기 가족》을 끝으로 일일드라마를 폐지하는 대신 2003년 2월 3일부터 월~금 오후 9시 30분으로 이동한 iTV 연예정보 프로그램 <연예로드쇼 하이파이브>가 위협해온 데 이어 SBS 자회사 SBS 프로덕션에서 외주제작한 《소문난 여자》 이후 후속으로 편성된 일일드라마들이 기대 이하의 성적에 그치자 2003년 5월 19일부터 일일극과 시간대를 맞바꿔 밤 9시 20분에서 밤 8시 50분으로 이동한 SBS 일일시트콤 《똑바로 살아라》가 2003년 7월 15일부터 7월 18일까지 피스컵 국제축구 중계 편성 관계로 2003년 5월 16일까지의 시간대였던 9시 30분에 방영될 당시 경쟁작 중 하나였던 해당 프로그램(달려라 울엄마)이 《똑바로 살아라》와 같은 외주제작사(휴먼컴)이기도 했다.

## 등장 인물

### 주요 인물
- 김영애 : 김영애 역

의상실 사장. 여고시절에는 선생님이 "밥은 먹고 살겠냐?"라고 걱정할 만큼 문제아였지만, 고등학교 졸업 후에 의상 디자인을 공부했다. 남편과 사별 후 양장점에서 일하며 삼남매를 키운 여걸이다. 지금은 의상실을 운영하고 있다.
- 서승현 : 서승현 역

택시기사. 김영애의 여고 동창생이다. 사법시험을 준비하느라 돈벌이를 못한 남편과 외동딸을 택시운전으로 돌본 여걸이다.
- 이보희 : 이보희 역

본명 이말분. 승현과 영애의 여고 동창생이다. 돈 많고 공주병이 있는 가정주부이며, 말도 함부로 해서 분쟁을 일으키는 트러블 메이커이다. 성격이 여려서 여걸인 영애가 여고시절부터 지켜주었다.
- 이재용 : 이재용 역

카페 요리사. 서승현의 남편. 대학생 시절에는 박정희 군사독재에 저항하는 학생운동을 했다.
- 이휘재 : 임영재 역

김영애의 장남. 직장에서는 뛰어난 업무능력으로 대접받는 신용카드회사 대리지만, '여인천하'인 집에서는 성격 강한 어머니에게 심리적으로 억눌려 있다.
- 이혁재 : 이석재 역

순한 성격의 방송작가 지망생이다. 김영애의 집에서 하숙하고 있다. 방송작가가 되어 시트콤 〈달려라 울엄마〉의 대본을 쓴다.
- 강현수 : 강현수 역

김영애의 집에서 하숙하는 공대생이다. 오스트레일리아에 본사가 있는 외국계 회사에 취직해서 하숙집을 떠난다.
- 손명은 : 이명은 역

서승현과 이재용 사이의 외동딸이다. 단짝친구인 다혜와 같은 대학교에 입학한다.
- 오세정 : 오세정 역

김영애의 조카이다. 부산이 고향이며, 오랜 취업준비 끝에 방송국 아나운서 시험에 합격하여 취직한다.
- 정다혜 : 임다혜 역

김영애의 딸. 체육에 대한 재능을 살려 체육대학에 입학한다.
- 곽정욱 : 임천재 역

김영애의 막내아들. 중학교에 다니는 공부를 잘하는 모범생.
- 이원종 : 구원종 역

카페와 찜질방을 운영하고 있는 중년의 독신남성이다.
- 원상연 : 원 실장 역

본명 원답흘. 김영애 사장을 모시는 의상실 재단사이다. 입이 가볍고 말을 함부로 하는 단점이 있다.

### 그 외 인물
- 김말숙 : 김말숙 역 - 오세정의 친구, 강원도 삼척 출신. 오랜 취업준비 끝에 홈쇼핑 채널 쇼호스트가 됨.
- 정주희 : 정주희 역 - 오세정의 친구, 전남 목포 출신. 오랜 취업준비 끝에 홈쇼핑 채널 쇼호스트가 됨.
- 조선주
- 고규필
- 김하은
- 최지해
- 백소미
- 신동욱
- 양주호
- 나경민

### 특별출연
- 박정아 : 박정아 역 - 이보희의 딸, 미국 유학중
- 김성수
- 아유미
- 지석진

## 결방 사유
- 2003년 9월 10일 : 추석특집 《빅스타 이런 모습 처음이야》 편성[9]으로 결방
- 2003년 9월 11일 : 추석특집 《스타 X파일》 편성으로[10] 결방
- 2003년 9월 12일 : 추석 특집드라마 《혼수》가 편성되어[11] 《VJ특공대》는 밤 8시 30분으로 이동하였으며, 이 때문에 결방
- 2003년 10월 21일 : KBS 스포츠 2003년 한국시리즈 4차전 〈현대 유니콘스 VS SK 와이번스〉 중계방송이 길어져 결방
- 2003년 11월 7일 : 아시아 야구 선수권 대회 〈한국 VS 일본〉 중계방송이 길어져 결방
- 2003년 12월 11일 : 제24회 청룡영화상 시상식 편성으로 결방
- 2003년 12월 30일 : KBS 가요대상이 편성에 따라[12] 《인간극장》은 밤 8시 50분에서 밤 8시 30분으로 이동하였으며, 이 때문에 《그녀는 짱》과 《대한민국 1교시》 동시 결방
- 2003년 12월 31일 : KBS 연기대상 편성으로 결방
- 2004년 1월 1일 : 《꽃보다 아름다워》의 1~2회 연속 편성으로 결방
- 2004년 1월 19일 : 《낭랑 18세》의 1~2회 연속 편성으로 결방
- 2004년 1월 20일 : 설 특선영화 《무사》 편성으로 결방
- 2004년 1월 21일 : 설 특집 《빅스타 X파일》 편성으로 결방
- 2004년 1월 22일 : 설 특집 《스타와 어머니》 편성으로 결방
- 2004년 1월 23일 : 설 특집 《코미디다 코미디》 편성으로 결방
- 2004년 3월 3일 : 《꽃보다 아름다워》 19회가 밤 9시 20분부터 10시 30분까지 편성으로 결방
- 2004년 3월 17일 : 2004년 하계 올림픽 축구 아시아 최종예선 《한국 VS 이란》 중계방송으로 결방

## 스페셜 방송
- 2003년 9월 12일 : 추석 특집 베스트
- 2004년 1월 22일 ~ 23일 : 설 특집 스페셜 1~2부